# Tętnica ramienna

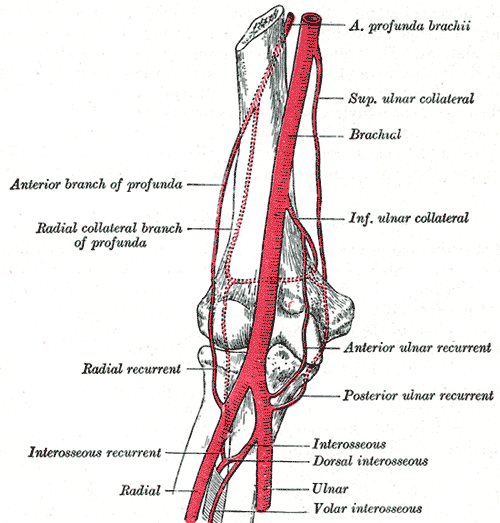
Tętnica ramienna wraz z odgałęzieniami – dystalna część kości ramiennej

Tętnica ramienna (łac. arteria brachialis) – w anatomii człowieka tętnica kończyny górnej, stanowiąca przedłużenie tętnicy pachowej. Wchodzi w skład pęczka naczyniowo-nerwowego ramienia wraz z dwiema towarzyszącymi jej żyłami ramiennymi, naczyniami chłonnymi głębokimi ramienia i nerwem pośrodkowym. Przebiega w dół wzdłuż wewnętrznej powierzchni ramienia do osiągnięcia dołu łokciowego. Podczas przebiegu oddaje tętnicę głęboką ramienia, tętnicę poboczną łokciową górną i tętnicę poboczną łokciową dolną, a także gałązki mięśniowe unaczynniające mięsień naramienny, mięsień kruczo-ramienny, mięsień dwugłowy ramienia i mięsień ramienny. W dole łokciowym rozpada się na dwie gałęzie końcowe: tętnicę promieniową i tętnicę łokciową, które biegną do przedramienia. 
Puls tętnicy ramiennej jest wykorzystywany do pomiaru ciśnienia.